# Erythrina caffra
Erythrina caffra, es un árbol nativo del sudeste de  África, el cual es cultivado y ha sido introducido en la India.  Es el árbol oficial de Los Ángeles, California, Estados Unidos.

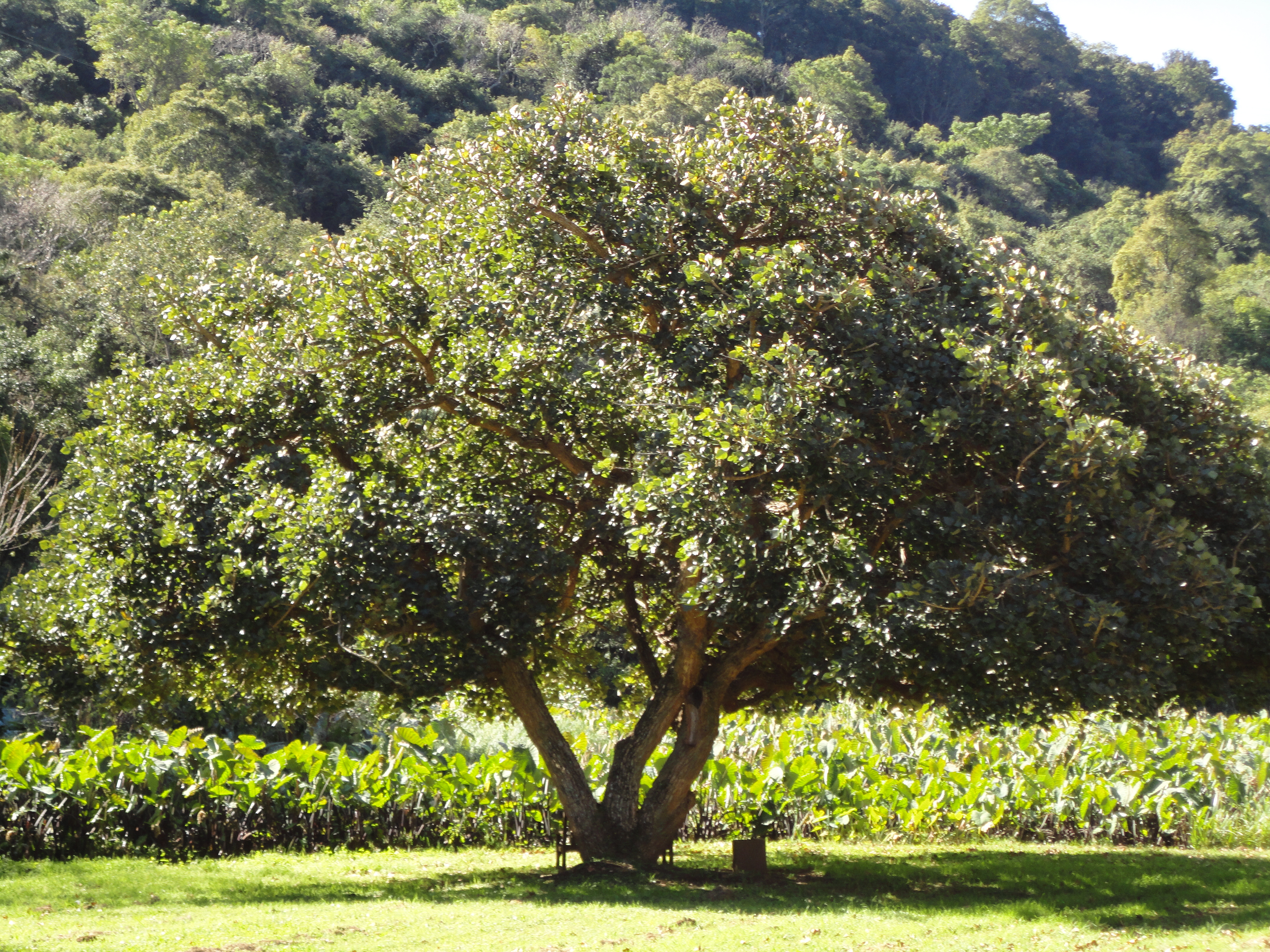
Vista del árbol

## Descripción
Es un árbol que alcanza de 3,5 a 7,18 m de altura; con las ramas con espinas. Se encuentra en los bosques costeros hasta una altura de 200 metros en Sudá

## Taxonomía
Erythrina caffra fue descrita por Carl Peter Thunberg y publicado en Prodromus Plantarum Capensium, 121. 1800.
Etimología
Erythrina: nombre genérico que proviene del griego ερυθρóς (erythros) = "rojo", en referencia al color rojo intenso de las flores de algunas especies representativas.
caffra: epíteto geográfico que significa "de África".
Sinonimia
- Erythrina constantiana Micheli
- Erythrina fissa C.Presl
- Erythrina insignis Tod.
- Erythrina viarum Tod.[5]